# Ignatz von Predl
Franz Jakob Josef Ignatz von Predl (* 10. Juli 1759 in Plattling; † 1806 in Vilsbiburg) war ein bayerischer Verwaltungsbeamter und Amateurkünstler.
Ignatz von Predl stammte aus einer Familie aus Plattling, die dort seit dem frühen 18. Jahrhundert den Marktschreiber stellte. Er studierte zunächst an der Münchener Zeichenakademie und erhielt dort 1775 eine silberne Medaille. Auf Geheiß seiner Familie musste er jedoch das Kunststudium aufgeben und schrieb sich 1780 an der Universität Ingolstadt für Jura ein. Er schloss das Studium mit dem Lizenziat ab. 1787 heiratete er Veronika von Kärner und erhielt das Pfleg- und Kastenamtskommissariat Teisbach mit Sitz in Schloss Teisbach. Mit Einrichtung eines provisorischen Landgerichts in Teisbach 1799  wurde er bis zu dessen Auflösung 1803 Landrichter. Von 1803 bis zu seinem Tode 1806 war er Landrichter in Vilsbiburg. Neben seiner Amtstätigkeit war er auch künstlerisch als Zeichner und Kupferstecher tätig, von ihm sind mehrere Kupferstiche bekannt.
Seine Kinder waren die Malerin Katharina von Predl, verheiratete Grassis de Predl, (1790–1871) und der Offizier Franz Xaver von Predl (1795–1866), zwei weitere Söhne Georg Ignatz und Emanuel Martin starben jung im Krieg gegen Russland.

## Werke (Auswahl)
- Porträt eines Künstlers eine Porträtminiatur zeichnend (1799)[2]
- Portrait des Bildhauers Joseph Bergler, nach einer Zeichnung von Joseph Bergler d. J. (1799)[3]

Eine größere Sammlung seiner Zeichnungen und Graphiken, darunter zwei gezeichnete Selbstporträts, befindet sich in der Staatlichen Graphischen Sammlung München.